# Merchant Marine Mariners

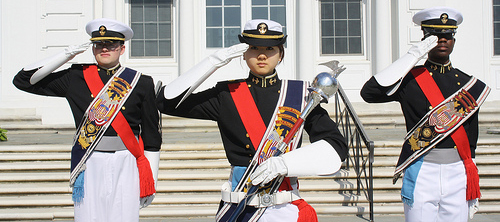
Miembros de la banda de música de la academia.

Merchant Marine Mariners (español: Marineros de la Marina Mercante) es el nombre de los equipos deportivos de la Academia de la Marina Mercante de los Estados Unidos, situada en Kings Point (Nueva York) (Estados Unidos). Los equipos de los Mariners compiten en la División III de la NCAA, y forman parte de la Landmark Conference excepto en fútbol americano, equipo que compite en la Liberty League hasta 2017, cuando cambiará a la New England Women's and Men's Athletic Conference. 

## Vela
En vela compite como club de estudiantes en la conferencia Middle Atlantic Intercollegiate Sailing Association de la Inter-Collegiate Sailing Association of North America. Al no estar al amparo de la NCAA, sino de la ICSA, donde no hay divisiones, en este deporte compiten al máximo nivel, aunque tampoco concedan becas deportivas.
Tienen 15 campeonatos nacionales y seis de sus regatistas han sido elegidos regatistas universitarios del año (Jonathan Wright en 1971, Alex Smigelski en 1979, Morgan Reeser en 1983 y 1984, Jay Renehan en 1985 y William Hardesty III en 1998), además de 32 patrones All American y 10 tripulantes All American. 